# 無料法律相談グループ
無料法律相談グループ（むりょうほうりつそうだんグループ、Free Legal Assistance Group (FLAG)） は、フィリピンの人権弁護士の全国組織。

## 概要
1974 年に上院議員ホセ W. ディオクノ、ロレンゾ タニャダ、  J.B.L. によって設立。  
レイエス、そしてフェルディナンド・マルコス元大統領の下での戒厳令時代のジョーカー・アロヨ。 
これは、国内で設立された最初で最大の人権弁護士グループ。 
彼らは、人権と市民的自由に対するさまざまな侵害に対抗するために取り組んでいます。 
2003 年以来の現在の委員長は、デ ラサール大学タニャダ ディオクノ ロー スクールの創設学部長である人権弁護士のチェル ディオクノです。

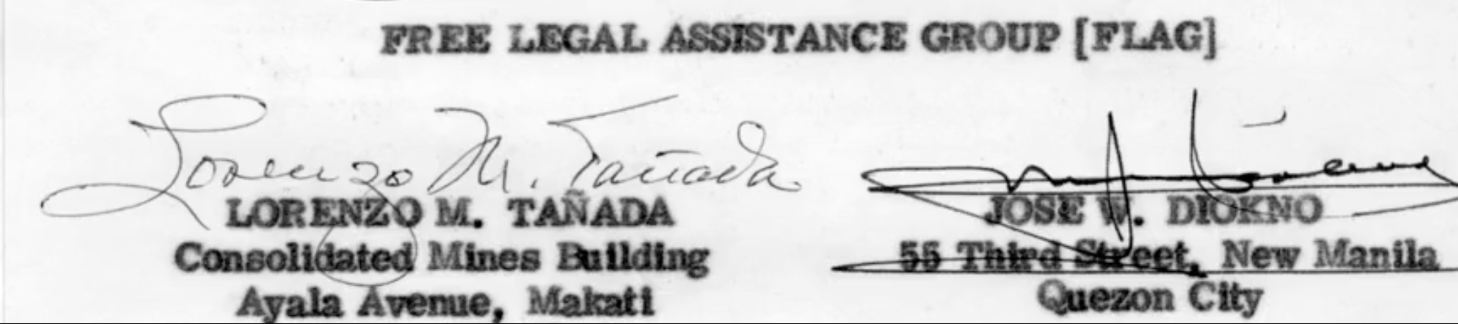
創設者 ディオクノ と タニャダ、 からの嘆願